# Xuejiaying Shuiku
Xuejiaying Shuiku är en reservoar i Kina. Den ligger i provinsen Shanxi, i den norra delen av landet, omkring 200 kilometer norr om provinshuvudstaden Taiyuan. Xuejiaying Shuiku ligger 1 000 meter över havet. Arean är 2,2 kvadratkilometer. Trakten runt Xuejiaying Shuiku består i huvudsak av gräsmarker. Den sträcker sig 2,5 kilometer i nord-sydlig riktning, och 1,4 kilometer i öst-västlig riktning.
Genomsnittlig årsnederbörd är 695 millimeter. Den regnigaste månaden är juli, med i genomsnitt 172 mm nederbörd, och den torraste är januari, med 4 mm nederbörd.